# Ramón Búa Otero

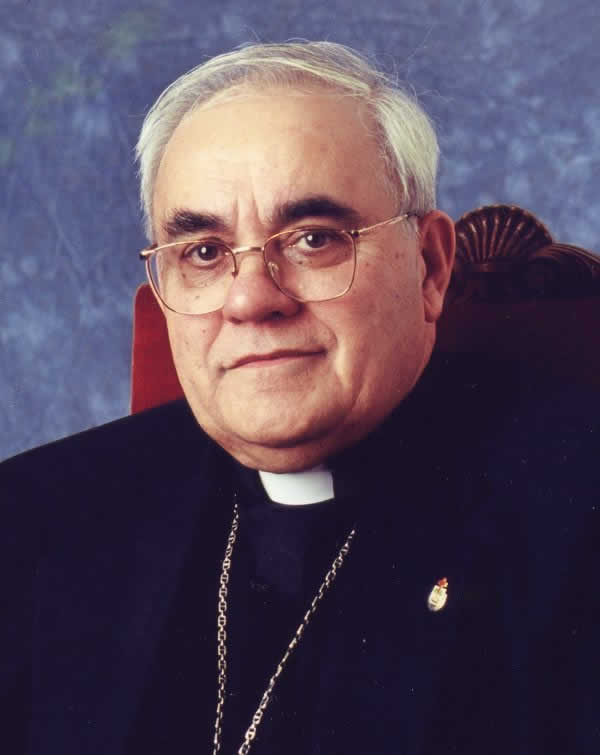
Ramón Búa Otero

Wappen von Ramón Búa Otero.

Ramón Búa Otero (* 28. April 1933 in A Illa de Arousa; † 21. April 2012 in Vigo) war römisch-katholischer Bischof von Calahorra y La Calzada-Logroño.

## Leben
Ramón Búa Otero studierte Philosophie im Priesterseminar in Tui (1951/56) und Katholische Theologie an der Päpstlichen Universität Gregoriana in Rom (1957/1961). 
Er empfing am 19. März 1961 die Priesterweihe in Rom. Am Päpstlichen Bibelinstitut graduierte er 1964 in Bibelwissenschaften.
Er war von 1966 bis 1982 unter anderem Präfekt des Seminars und Professor der Heiligen Schrift am Großen Seminar von Vigo. Er war bischöflicher Delegierter für Bildung und Katechese sowie religiöser Berater des Senders COPE-Vigo. Seit 1969 war er Professor für Religionswissenschaften am Instituto Nacional Femenino de Enseñanza Media in Vigo. Von 1978 bis 1982 war er Pfarrer der Stiftskirche Santa María in der Altstadt von Vigo.
Papst Johannes Paul II. ernannte ihn am 11. Januar 1982 zum Bischof von Tarazona. Der Apostolische Nuntius in Spanien, Antonio Innocenti, spendete ihm am 21. Februar desselben Jahres die Bischofsweihe; Mitkonsekratoren waren Elías Yanes Álvarez, Erzbischof von Saragossa, und Gabino Díaz Merchán, Erzbischof von Oviedo.
Am 14. September 1989 wurde er durch Papst Johannes Paul II. zum Bischof von Calahorra y La Calzada-Logroño ernannt. In der spanischen Bischofskonferenz war er Mitglied der Bischöflichen Kommission für Erziehung und Katechese (1982–1999) und der Kommission der katholischen Bischöfe und Ordensoberen (1984–1993) sowie Mitglied der bischöflichen Kommission für die Priesterseminare und Universitäten (1993–2005).
Am 15. September 2003 nahm Johannes Paul II. seinen gesundheitlichen Rücktritt nach einem Autounfall an.

## Schriften
- Antonio García-Moreno, Ramón Búa Otero: Introducción Al Misterio. Evangelio de San Juan, Eunate 1996, ISBN 84-7768-073-6